# A Covenant with Death
A Covenant with Death (bra Tirado dos Braços da Morte) é um filme estadunidense, de 1967, do gênero drama, dirigido por Lamont Johnson, roteirizado por Larry Marcus e Saul Levitt, baseado no romance de Stephen Becker.

## Sinopse
Jovem juiz tem que julgar o caso de um homem condenado a morte, e inocentado, que momentos antes de sua execução matou seu carrasco.

## Elenco
- George Maharis ....... Ben Lewis
- Laura Devon ....... Rosemary
- Katy Jurado ....... Eulalia Lewis
- Earl Holliman ....... Brian Talbot
- Arthur O'Connell ....... Juiz Hockstadter
- Sidney Blackmer ....... Coronel Oates
- Gene Hackman ....... Harmsworth
- John Anderson ....... Dietrich
- Wende Wagner ....... Rafaela Montemayor
- Emilio Fernández ....... Ignacio
- Kent Smith ....... Parmalee
- Lonny Chapman ....... Musgrave
- Jose De Vega ....... Digby
- Larry D. Mann ....... Chillingworth
- Whit Bissell ....... Bruce Donnelly